# Santa Maria, Davao Occidental

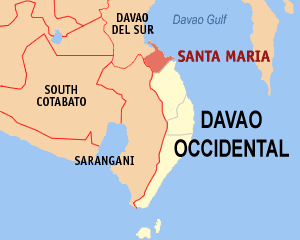
Bản đồ của Davao Occidental với vị trí của Santa Maria

Santa Maria là một đô thị hạng 3 ở tỉnh Davao Occidental, Philippines. Theo điều tra dân số năm 2000, đô thị này có dân số 45.571 người trong 9.291 hộ.

## Các đơn vị hành chính
Santa Maria được chia thành 22 barangay.
| - Basiawan - Buca - Cadaatan - Kidadan - Kisulad - Malalag Tubig - Mamacao - Ogpao - Poblacion - Pongpong - San Agustin | - San Antonio - San Isidro - San Juan - San Pedro - San Roque - Tanglad - Santo Niño - Santo Rosario - Datu Daligasao - Datu Intan - Kinilidan |